# Еланд Роуд
Еланд Роуд (енгл. Elland Road) је фудбалски стадион у Бистону, предграђу Лидса, Западни Јоркшир, Енглеска, који је био дом Чемпионшип клуба Лидс јунајтед од формирања клуба 1919. године. Стадион је 13. највећи фудбалски стадион у Енглеској.
Стадион је био домаћин полуфиналних утакмица ФА купа као неутралног места, као и међународних утакмица Енглеске репрезентације, и изабран је за једно од осам места за Европско првенство 96. Еланд Роуд је такође користио клуб из рагби лиге Ханслет средином 1980-их  и био је домаћин две утакмице Светског првенства у рагбију 2015.
Еланд Роад има четири трибине – Дон Ревие (северна) трибина (позната и као коп), Трибина Џека Чарлтона (источна) (која је некада била позната као Лоуфилдс Роуд трибина), јужна трибина Нормана Хантера и Џон Чарлс (западна) трибина – и капацитет свих седишта од 37.792 Еланд Роуд је забележио рекордну посећеност лиге 27. децембра 1932. године, где је 56.796 посетилаца гледало Лидс против Арсенала, а затим је постављен рекорд од 57.892 гледалаца 15. марта 1967. у репризи петог кола ФА купа против Сандерленда. То је било пре него што је стадион адаптиран само за седење, као што је предвиђено Тејлоровим извештајем, а савремени рекорд је 40.287 за меч Премијер лиге против Њукасл јунајтеда 22. децембра 2001. године. Тренутно су у току планови за повећање капацитета Еланд Роуд-а на 55.000, што ће се постићи рушењем Западне трибине и поновном изградњом тог дела.
Стадион је био домаћин концерата, укључујући наступе бендова као што су Квин, У2, Хепи Мандејс и Кајзер чифс.

### Лидс јунајтед
Лидс јунајтед је основан убрзо након распада Ситија и ушао је у лигу у сезони 1920–21. У то време, фудбал се већ етаблирао и у својој првој сезони просечна посећеност је била преко 16.000. Од сезоне 2021–22, укупно је 51.495.892 гледалаца присуствовало свим утакмицама Лидс Јунајтеда, што даје просек од 25.956. Ова цифра је 10. највиши просек у Енглеској. Табела даје резиме броја посећености свих лигашких утакмица Лидс Јунајтеда у свакој сезони од почетка века.

## Посета
| Сезона   | Лига          | Најнижа | Највиша | Просек |
| -------- | ------------- | ------- | ------- | ------ |
| 2000/01. | Премијер лига | 35.552  | 40.055  | 38.974 |
| 2001/02. | Премијер лига | 38,237  | 40,287  | 39,784 |
| 2002/03. | Премијер лига | 35.537  | 40.205  | 39.121 |
| 2003/04. | Премијер лига | 30.544  | 40.153  | 36.666 |
| 2004/05. | Чемпионшип    | 24.585  | 34.496  | 29.207 |
| 2005/06. | Чемпионшип    | 18.353  | 27.843  | 22.354 |
| 2006/07. | Чемпионшип    | 16.268  | 31.269  | 21.613 |
| 2007/08. | Прва лига     | 19.095  | 38.256  | 26.546 |
| 2008/09. | Прва лига     | 18.847  | 37.036  | 23.813 |
| 2009/10. | Прва лига     | 17.635  | 38.234  | 24.817 |
| 2010/11. | Чемпионшип]   | 20.747  | 33.622  | 27.299 |
| 2011/12. | Чемпионшип]   | 19.469  | 33.366  | 23.283 |
| 2012/13. | Чемпионшип]   | 16.788  | 25.532  | 21.572 |
| 2013/14. | Чемпионшип]   | 17.343  | 33.432  | 25.089 |
| 2014/15. | Чемпионшип]   | 17.634  | 31.850  | 24.278 |
| 2015/16. | Чемпионшип]   | 17.103  | 29.311  | 22.448 |
| 2016/17. | Чемпионшип]   | 19.009  | 36.002  | 27.699 |
| 2017/18. | Чемпионшип]   | 26.434  | 35.377  | 31.521 |
| 2018/19. | Чемпионшип]   | 27.729  | 37.004  | 34.033 |
| 2019/20. | Чемпионшип]   | 34.006  | 36.514  | 35.321 |
| 2020/21. | Премијер лига | 8.000   | 8.000   | 8.000  |
| 2021/22. | Премијер лига | 35.558  | 36.715  | 36.308 |

1. ↑  Гринфилд Инвестмент је у власништву председника клуба Лидс јунајтеда, Андреј Радризанија, који не наплаћује клупску кирију за Еланд Роуд.
2. ↑  Последњих пет утакмица код куће ове сезоне одиграно је иза затворених врата због утицаја пандемије ковида 19. Није укључено 0 цифара посећености у прорачун просечне посећености.
3. ↑  Само последња домаћа утакмица у сезони одиграна је пред навијачима због утицаја пандемије ЦОВИД-19. Није укључено 0 цифара посећености у калкулацију просечне посећеностиn.

## Утакмице ЕП 1996.
| Датум         | Победник | Резултат | Противник | Такмичење | Посета |
| ------------- | -------- | -------- | --------- | --------- | ------ |
| 9. јун 1996.  | Шпанија  | 1–1      | Бугарска  | ЕП 1996   | 24.006 |
| 15. јун 1996. | Шпанија  | 1–1      | Француска | ЕП 1996   | 35.626 |
| 18. јун 1996. | Шпанија  | 2–1      | Румунија  | ЕП 1996   | 32.719 |